# Ehemaliges Bürgermeisteramt (Mariaweiler)

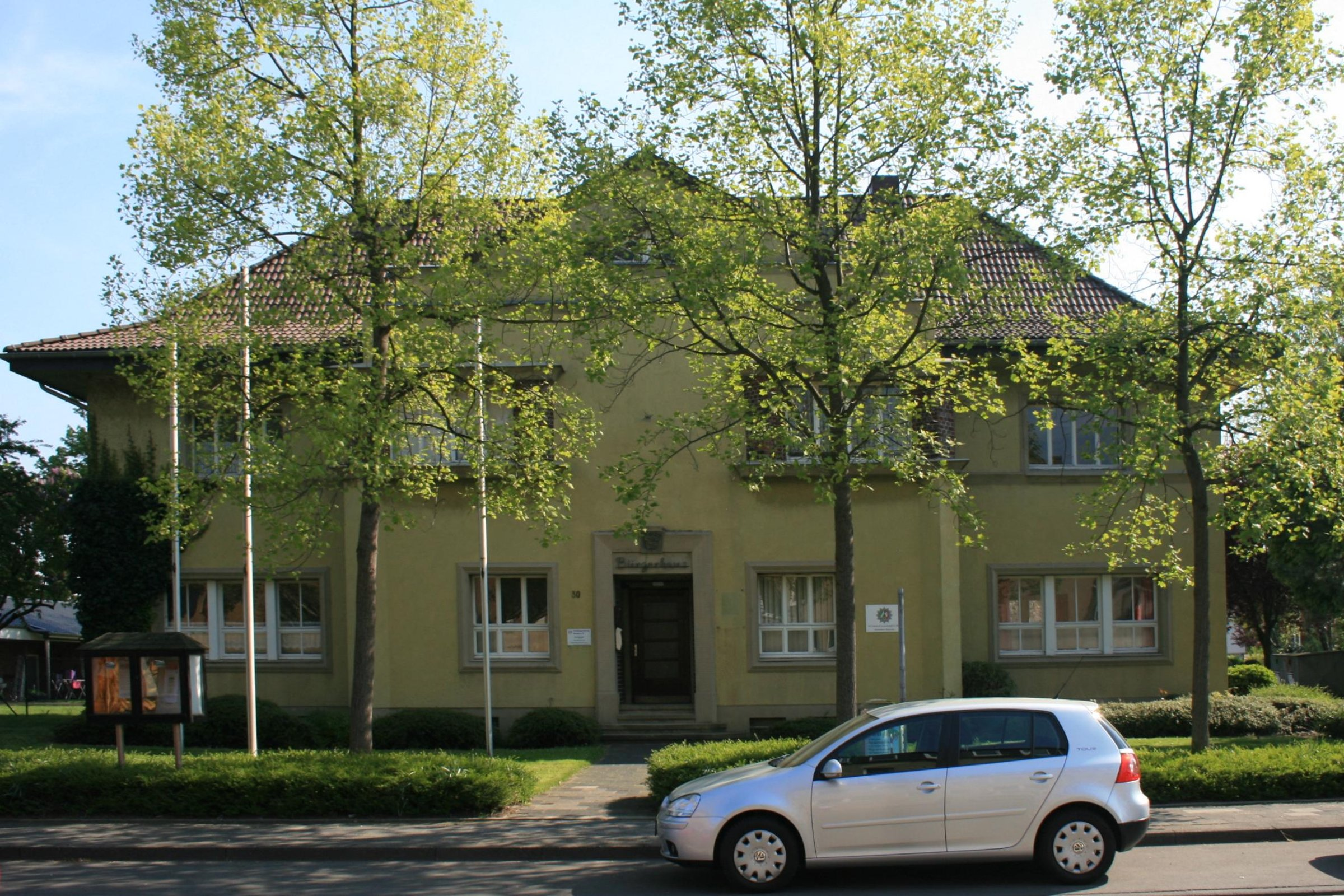

Das ehemalige Bürgermeisteramt steht im Dürener Stadtteil Mariaweiler in Nordrhein-Westfalen, Aldenhovener Straße 30.
Inhaltlich datiert ist das Gebäude auf das Jahr 1927. Es handelt sich um einen zweigeschossigen verputzten Backsteinbau im expressionistischen Stil der 1920er Jahre. Der Mittelrisalit ist übergiebelt. das abgeschleppte Walmdach hat einen weit vorkragenden Dachüberstand.
Das Gebäude hatte durch die kommunale Neugliederung zum 1. Januar 1972 seine Funktion verloren und wird jetzt als Bürgerhaus genutzt. Im dahinter liegenden Wohnhaus des ehemaligen Amtsdirektors bzw. Bürgermeisters wohnte der ehemalige Bundestagsabgeordnete und Bürgermeister von Düren Josef Vosen.
Das Bauwerk ist unter Nr. 9/006 in die Denkmalliste der Stadt Düren eingetragen.